# Куевата
Куевата (устар. Куевода) — горная река в России, в Солонешенском районе Алтайского края. Устье реки находится в 8 км от устья реки Карама по левому берегу. Длина реки составляет 23 км. На берегах реки — село Дёмино Степнинского сельсовета Солонешенского района Алтайского края. В 5 км выше устья, по левому берегу впадает река Маеста.
Река богата обилием рыбы, в особенности вьюнами и хариусом. Также обитает множество животных: выдры, бобры и норки, а летом прилетают на гнездование утки.

## Притоки
От истока к устью: Ручьи Пихтовый, Куяганский, Фарофоноф, Кыргыцкий, река Плошенка (Плоская), ручьи Акулинин, Черепанов, Сухой, Известкин, Костинов, Светлый, река Маеста.

## Хозяйственное использование
На берегах реки — село Дёмино Солонешенского района. Во времена Российской империи на реке располагались водяные мельницы, обеспечивающие жителей с. Дёмино и деревню Куевада мукой. Мельницы долго работали и в Советское время. В Верхнем краю с. Дёмино имелась минигидроэлектростанция обеспечивающая село электроэнергией. В долине реки, ниже Дёмино, осуществляется разведка по добыче золота.

## Данные водного реестра
По данным государственного водного реестра России относится к Верхнеобскому бассейновому округу, водохозяйственный участок реки — Обь от слияния рек Бия и Катунь до города Барнаул, без реки Алей, речной подбассейн реки — бассейны притоков (Верхней) Оби до впадения Томи. Речной бассейн реки — (Верхняя) Обь до впадения Иртыша.
Код объекта в государственном водном реестре — 13010200312115100008320.